# Biwa (jezioro)

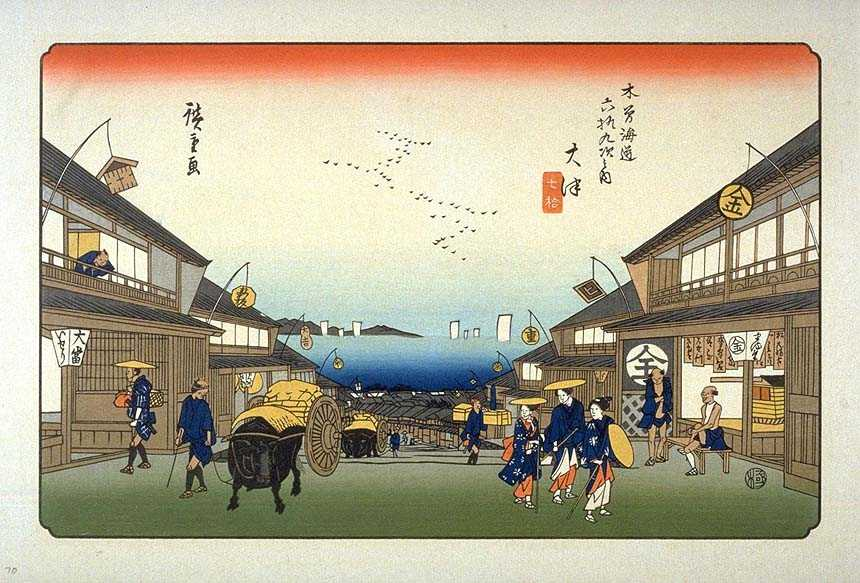
Hiroshige, Ostatnia stacja traktu Kiso w Ōtsu (w głębi jezioro Biwa)

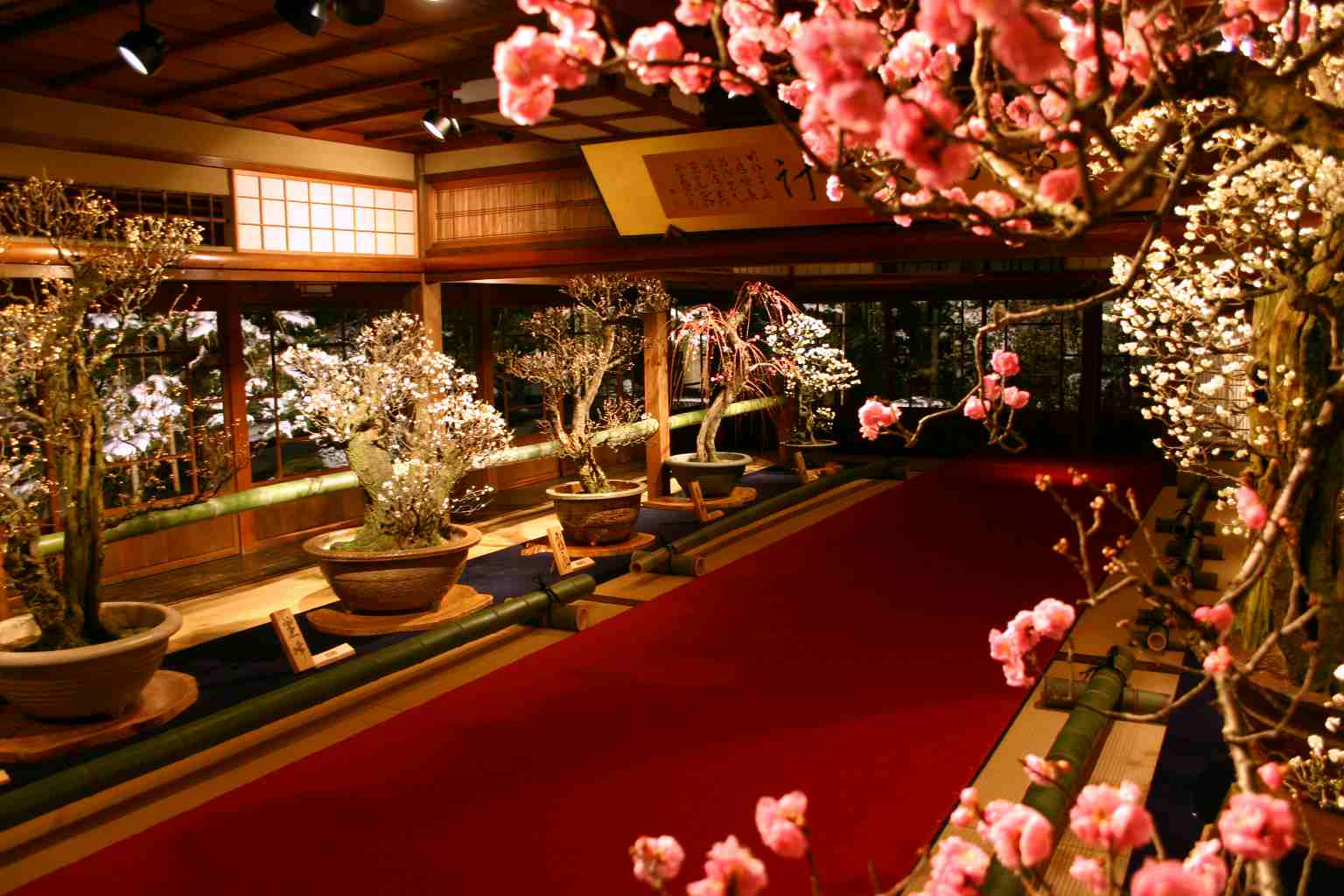
Wystawa drzewek moreli japońskiej

Biwa (jap. 琵琶湖 Biwa-ko) – największe, słodkowodne jezioro Japonii. Położone na wyspie Honsiu, w prefekturze Shiga. Południowy kraniec jeziora znajduje się ok. 10 km na północny wschód od Kioto. Nazwa jeziora pochodzi od skojarzenia z kształtem instrumentu muzycznego, rodzajem lutni, która nazywa się biwa.

## Opis
Jezioro jest pochodzenia tektonicznego. Uważa się, że jest jednym z najstarszych jezior na świecie. Jego wiek szacuje się na około 5–6 mln lat. Jezioro zawsze dostarczało ryb i wody pitnej dla ludności (obecnie - ok. 14 milionów mieszkańców aglomeracji Kioto i Osaki), jego wody służyły do nawadniania pól, a z czasem były wykorzystywane przez przemysł. Jeszcze ok. połowy XX w. powierzchnia jeziora wynosiła 716 km². Od tego czasu na wschodnich, nizinnych brzegach rozpoczęto budowę systemu tam i osuszanie objętych nimi fragmentów jeziora z przeznaczeniem dla rolnictwa. Do końca lat 60. XX w. powierzchnia jeziora zmalała w ten sposób już o 22,5 km². Obecnie (2020 r.) powierzchnia jeziora wynosi 674 km², długość linii brzegowej 235 km, maksymalna głębokość basenu północnego to 104 m, a południowego 8 m. Wpada do niego 118 cieków wodnych, z czego 38 większych, natomiast wypływa tylko jeden – rzeka Yodo.
Otoczone górami porośniętymi lasem jezioro Biwa od dawna znane jest z pięknego krajobrazu i krystalicznie czystej wody, opiewane w poezji i uwieczniane na obrazach. Jest ważnym celem turystycznym i ośrodkiem wędkarstwa sportowego.
Obszar jeziora i jego otoczenie należy do Quasi-Parku Narodowego Biwako.

## Historia
W latach 1576–1579 nad brzegiem jeziora Biwa pierwszy z „trzech zjednoczycieli państwa”, Nobunaga Oda (1534–1582), zbudował zamek Azuchi w specjalnie wybranym, korzystnym strategicznie punkcie, blisko Kioto, aby kontrolować szlaki prowadzące do stolicy oraz ruch pomiędzy wrogimi mu klanami: Uesugi, Takeda i Mōri.
Obszar wokół jeziora należał w przeszłości do prowincji Ōmi. Usytuowana w pobliżu politycznego centrum kraju i jego stolicy Kioto, od czasów starożytnych była węzłem komunikacyjnym między wschodnią i zachodnią Japonią, a przez jezioro Biwa transportowano ryż i towary do Kioto i Osaki z regionów położonych nad Morzem Japońskim i północy kraju. Miały tu miejsce także wydarzenia o zasadniczym znaczeniu dla całego kraju. W 1600 roku w pobliżu miejscowości Sekigahara trzeci „zjednoczyciel”, Ieyasu Tokugawa (1543–1616), odniósł zwycięstwo w ważnej bitwie, co pozwoliło mu na osiągnięcie pełnej władzy nad krajem dla jego rodu na 250 lat. 
Po zwycięskiej bitwie i przejęciu kontroli nad krajem, Ieyasu Tokugawa przekazał fudai-daimyō Naomasie Ii (1561–1602) zamek Sawayama usytuowany przy brzegu jeziora, czyniąc go panem dzisiejszego Hikone. Po śmierci Naomasy został rozebrany, a nowy zamek wzniesiono na pobliskim wzgórzu Hikone.

## Kanał Biwa
Kanał Biwa (Biwa-ko Sosui, ang. Lake Biwa Canal) został zbudowany w okresie Meiji (1868–1912) w celu nawadniania, transportu, wytwarzania energii i dostarczania wody pitnej z jeziora Biwa do Kioto. Brzegi kanału słyną z kwitnących kwiatów wiśni (sakura) na wiosnę.
Jest to jeden z największych obiektów dziedzictwa przemysłowego, który jest nadal wykorzystywany. Składa się z trzech głównych kanałów o różnej długości: (1) – 20 km, (2) – 7,4 km (biegnie w tunelu), (3) – 3,3 km. W 1881 roku gubernator prefektury Kioto, Kunimichi Kitagaki, planując budowę nowych fabryk oraz rozwój transportu towarów statkami, zdecydował o wykorzystaniu mocy wody z jeziora Biwa. Uczynił to, aby odbudować Kioto, które podupadło w wyniku zniszczeń wojennych pod koniec okresu Edo i utraciło znaczenie gospodarcze po przeniesienia stolicy do Tokio. Ważne publiczne prace powierzano wówczas zagranicznym inżynierom, ale budowa Kanału była pierwszą inwestycją całkowicie zrealizowaną wyłącznie przez Japończyków. Budowa rozpoczęła się w 1885 roku i została ukończona w ciągu pięciu lat. Po wielu zmianach i przebudowach Kanał do dziś zaopatruje Kioto w wodę.

## Nakasendō
W okresie Edo wzdłuż południowego i wschodniego brzegu jeziora przebiegał jeden z pięciu traktów systemu Gokaidō o nazwie Nakasendō (inaczej Kiso Kaidō), o długości około 530 km, łączący Kioto i Edo. Znajdowało się tam 10 (z 69 stacji szlaku ogółem) odpoczynkowych stacji pocztowych (shukuba): 
- 60. Kashiwabara-juku w Maibara
- 61. Samegai-juku, Maibara
- 62. Banba-juku, Maibara
- 63. Toriimoto-juku, Hikone
- 64. Takamiya-juku, Hikone
- 65. Echigawa-juku, Aishō
- 66. Musa-juku, Ōmihachiman
- 67. Moriyama-juku, Moriyama
- 68. Kusatsu-juku, Kusatsu (także 52. stacja należąca do traktu Tōkaidō)
- 69. Ōtsu-juku, Ōtsu (także ostatnia 53. stacja Tōkaidō i ostatnia stacja Nakasendō)

Szlaki podróżne odegrały znaczącą rolę w utrzymaniu władzy rodu Tokugawa. Były one bowiem wykorzystane do kontroli lokalnych daimyō przy pomocy systemu o nazwie sankin-kōtai („zmiennego uczestniczenia  w służbie”). Został on wprowadzony przez Iemitsu w 1635 roku jako bezwzględny obowiązek polegający na tym, że daimyō musieli spędzać tyle samo czasu w Edo, jak i w swoich hanach. Przeważnie był to okres jednego roku. Kiedy daimyō opuszczał ze swoją bardzo liczną świtą Edo, udając się do własnej siedziby, musiał zostawiać żonę i synów jako zakładników. Orszaki musiały podróżować ściśle wyznaczoną trasą i nie wolno im było komunikować się po drodze z władcami ziem, przez które przechodzili.
W 1872 roku cesarz otworzył pierwszą w Japonii linię kolejową biegnącą pomiędzy Jokohamą i Tokio. Została ona zbudowana dzięki brytyjskim kredytom przez brytyjskich inżynierów. Natomiast pierwszą linią zbudowaną bez pomocy zagranicznej była  linia łącząca Kioto z Ōtsu leżącym nad jeziorem Biwa.

## Trzy wyspy
Na jeziorze znajdują się trzy wyspy:
- Chikubu – niewielka wyspa o obwodzie 2 km, około 6 km od brzegu. Miejsce kultu od czasów starożytnych, popularne jako miejsce silnej mocy duchowej. Jest tu świątynia buddyjska Hōgon-ji (poświęcona bogini Benzaiten) i chram shintō Tsukubusuma-jinja. Mówi się, że jeśli napisze się życzenie na małej płytce i uda się rzucić je przez bramę torii, to życzenie się spełni[9];
- Oki – jedyna zamieszkana (ok. 350 osób), największa wyspa na jeziorze w Japonii, około 1,5 km od miasta Ōmihachiman. Na wyspie jest tak wiele kotów, że czasami nazywa się ją „miastem kotów”[10].
- Takei (Takeshima) – mówi się, że wyspa jest miejscem duchowej mocy. „Wyspa wielu widoków” otrzymała tę nazwę, gdyż oferuje wiele możliwości podziwiania krajobrazu w zależności od lokalizacji obserwatora. Jest to mała wyspa o średnicy 600 m, która znajduje się w odległości 6,5 km od miasta Hikone, leżącego na wschodnim brzegu jeziora. Jest tu świątynia Kentō-ji szkoły Nichirena i kamienny pomnik, o którym mówi się, że wylał krew, kiedy zamordowano kluczową postać siogunatu, daimyō i urzędnika schyłkowego okresu Edo, Naosuke Ii (1815–1860)[1][11][12].

## „Nurkujący” mnisi
W niewielkiej świątyni buddyjskiej Isaki-ji, znajdującej się nad samym brzegiem jeziora, naprzeciwko wyspy Oki, jest kontynuowany od 1100 lat, co roku w dniu 1 sierpnia, rytuał nurkowania (skakania do wody) przez młodych adeptów świątyni z wysokości 7 m z belki o długości 13 m, wysuniętej ponad taflę wody. Według legendy zwyczaj ten wywodzi się od skoku mistrza Konryū (Konryū Daishi). Rzucił on z wysokiego brzegu miskę na jezioro, aby zebrać datki od rybaków na dole, a następnie zanurkował do wody, aby ją podjąć. 

## Bonbai– kwitnące morele
Bonbai to bonsai drzewek ume (rodzaj japońskiej moreli). Od 1957 roku – w okresie od połowy stycznia do połowy marca – w Nagahama jest organizowana co roku wystawa o nazwie Nagahama Bonbai Exhibition. Prezentowane jest tam kilkadziesiąt kwitnących wówczas drzewek. Niektóre z nich mają wysokość ponad 3 m i wiek 400 lat.

## Fauna i flora
W jeziorze stwierdzono występowanie 595 gatunków zwierząt i 491 roślin. Z tego 62 są endemitami, w tym 16 gatunków ryb, 21 gatunków ślimaków, 9 gatunków małży i 12 gatunków owadów. Między innymi są to:
- Gnathopogon caerulescens (rodzina karpiowatych);
- Carassius cuvieri (ang. Japanese white crucian carp);
- Oncorhynchus rhodurus (ang. Biwa trout);
- Gymnogobius isaza (ryba z rodziny babkowatych);
- Silurus biwaensis (rodzina sumowatych, ang. Giant Lake Biwa Catfish);
- Ischikauia steenackeri (rodzina karpiowatych);
- Sarcocheilichthys biwaensis (rodzina karpiowatych);
- Cobitis magnostriata (rodzina piskorzowatych);
- Silurus lithophilus (rodzina sumowatych);
- Biwakovalvata biwaensis (Valvata, ślimak z rodziny zawójkowatych);
- Heterogen longispira (ślimak z rodziny żyworodkowatych);
- Hyriopsis schlegeli (perły słodkowodne);
- Corbicula sandai (rodzaj małży)[2].

## Galeria

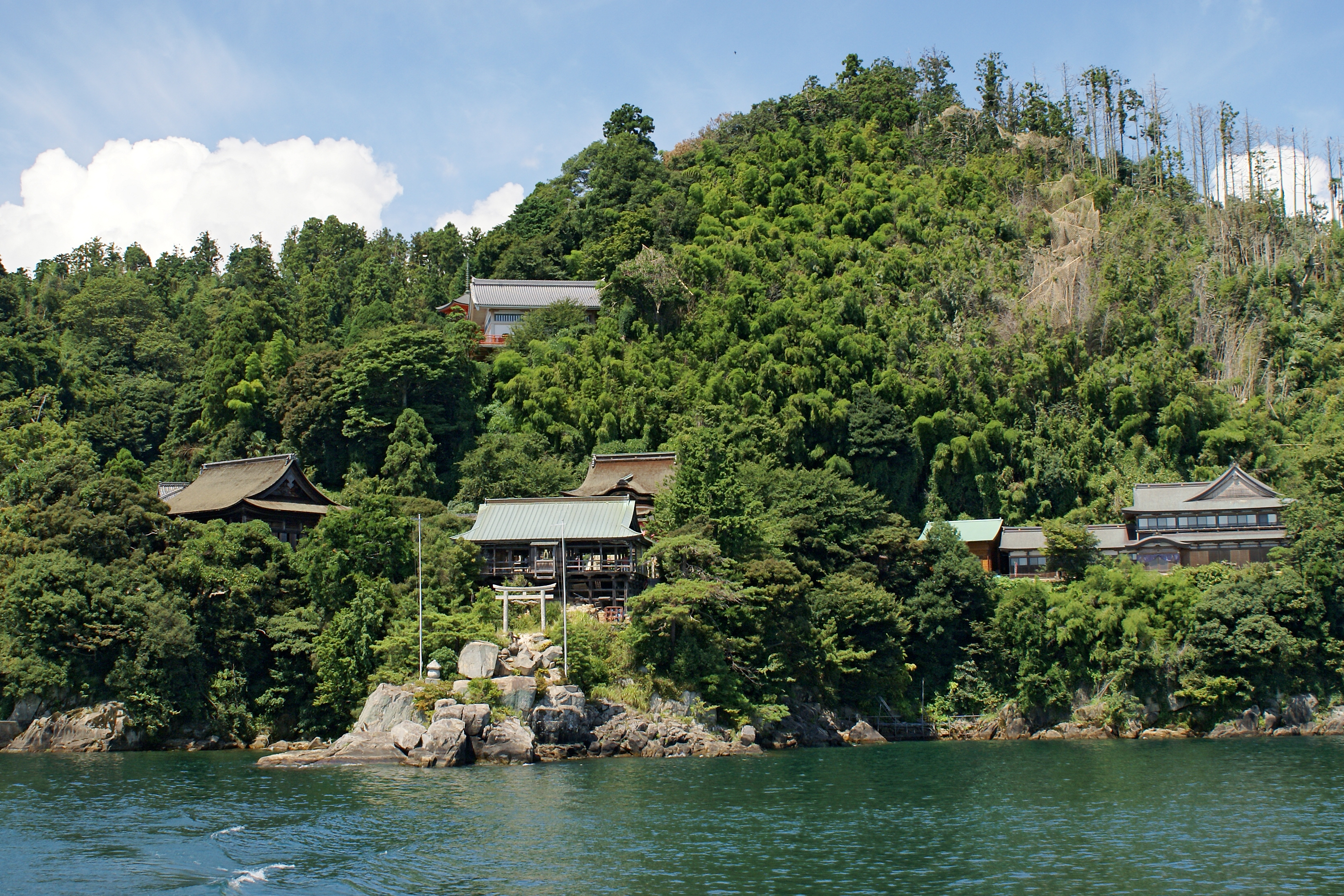
Świątynia Hōgon-ji na wyspie Chikubu
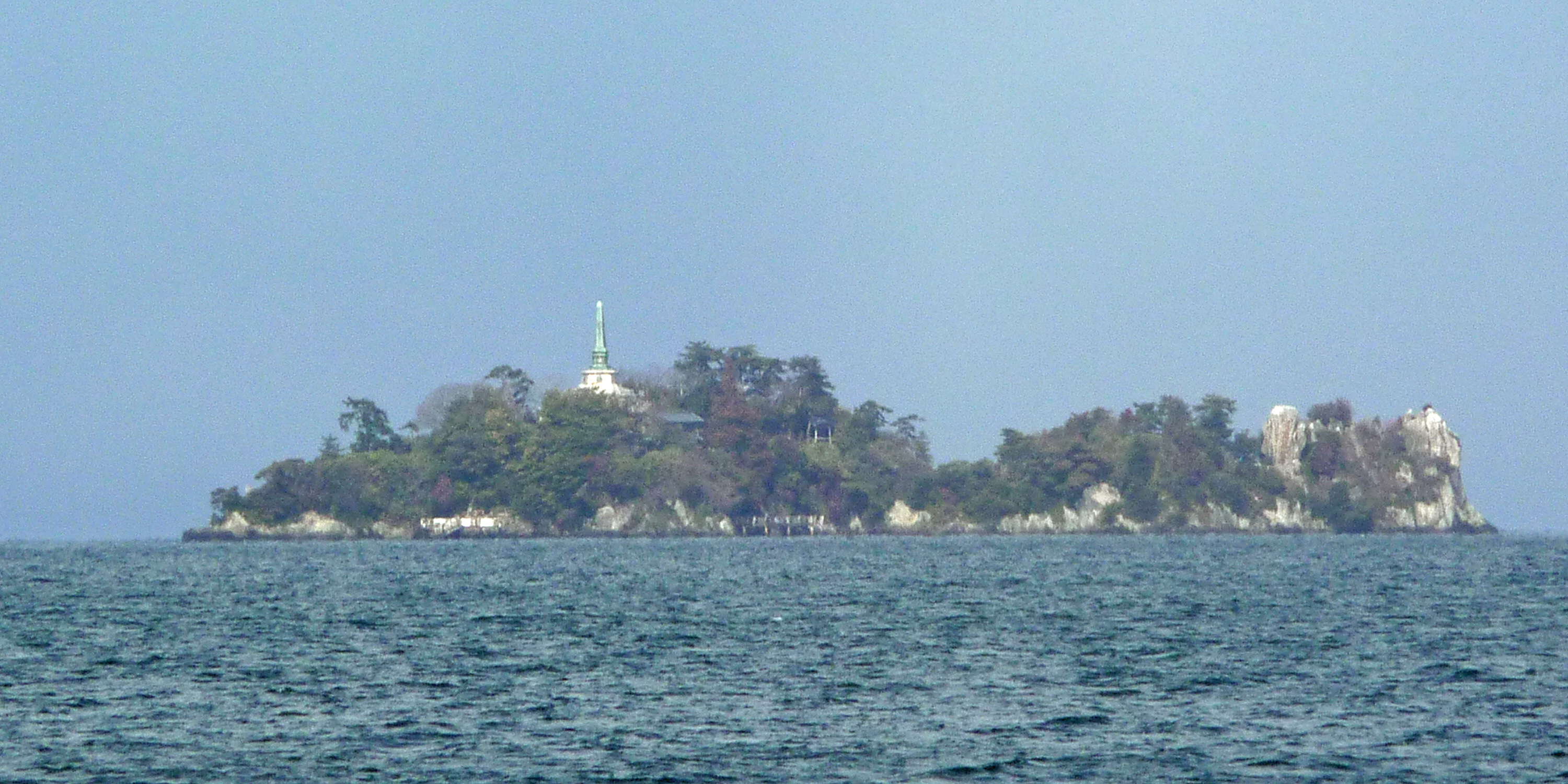
Wyspa Takei
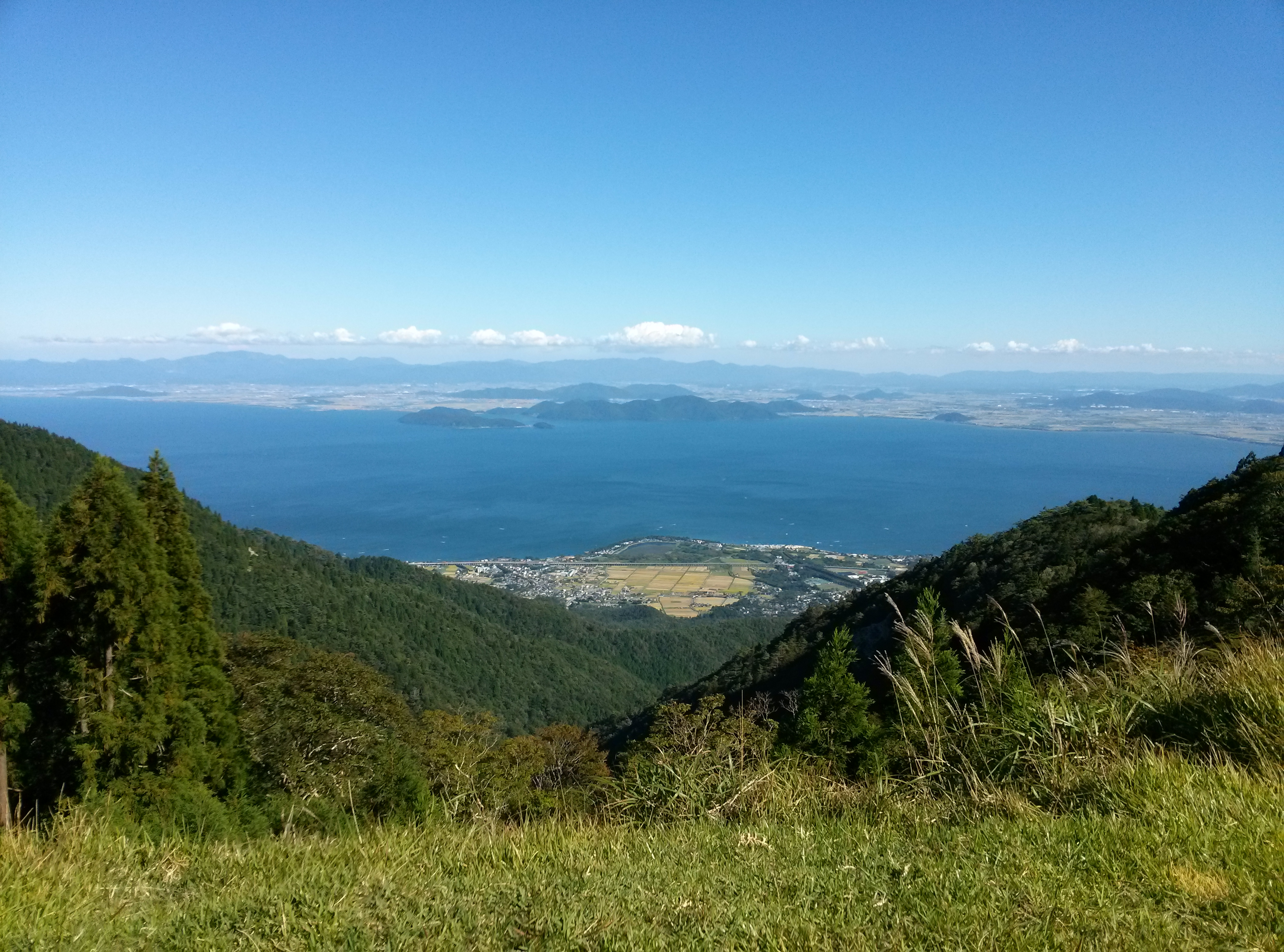
Widok z przełęczy Kitahira
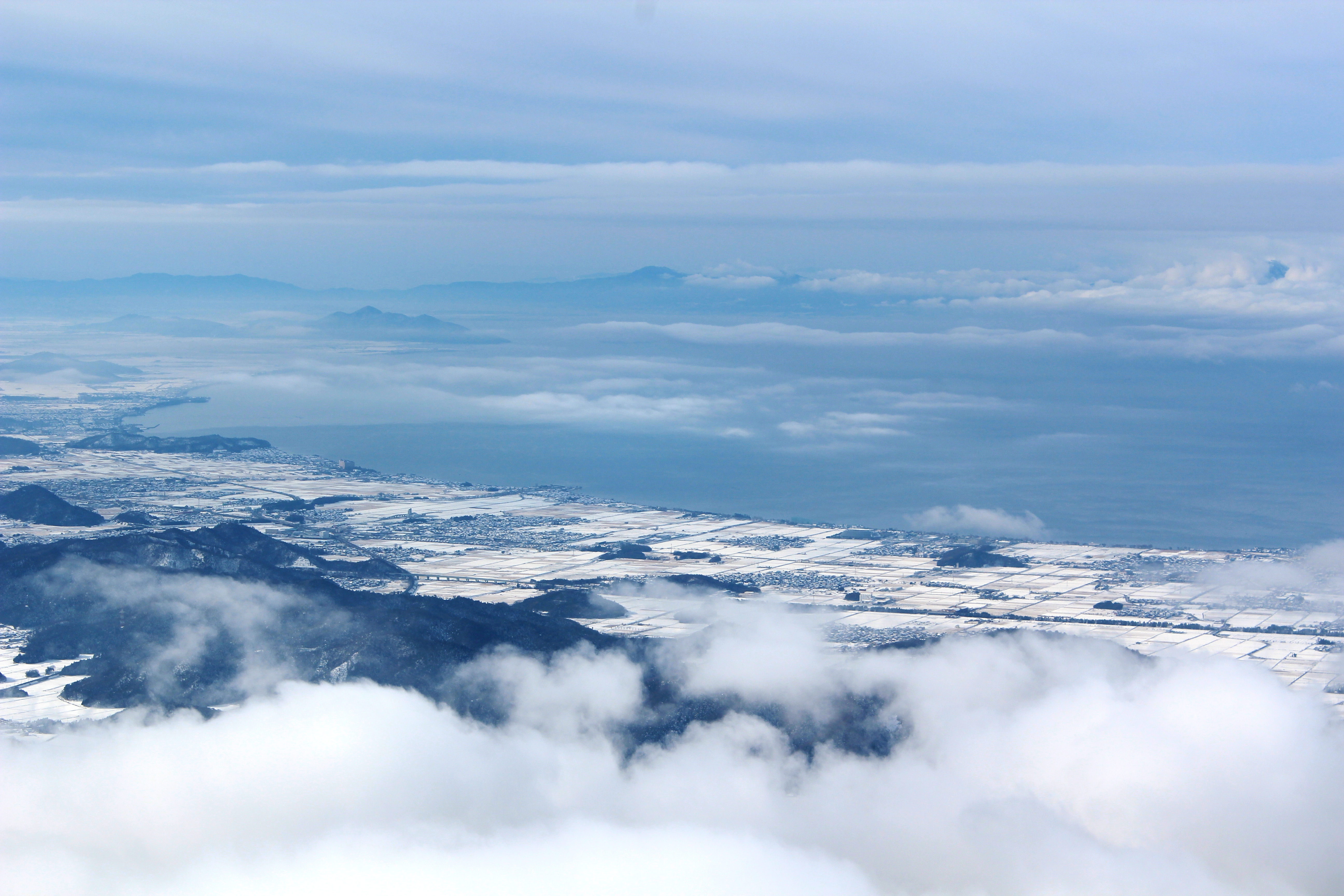
Widok z góry Ibuki
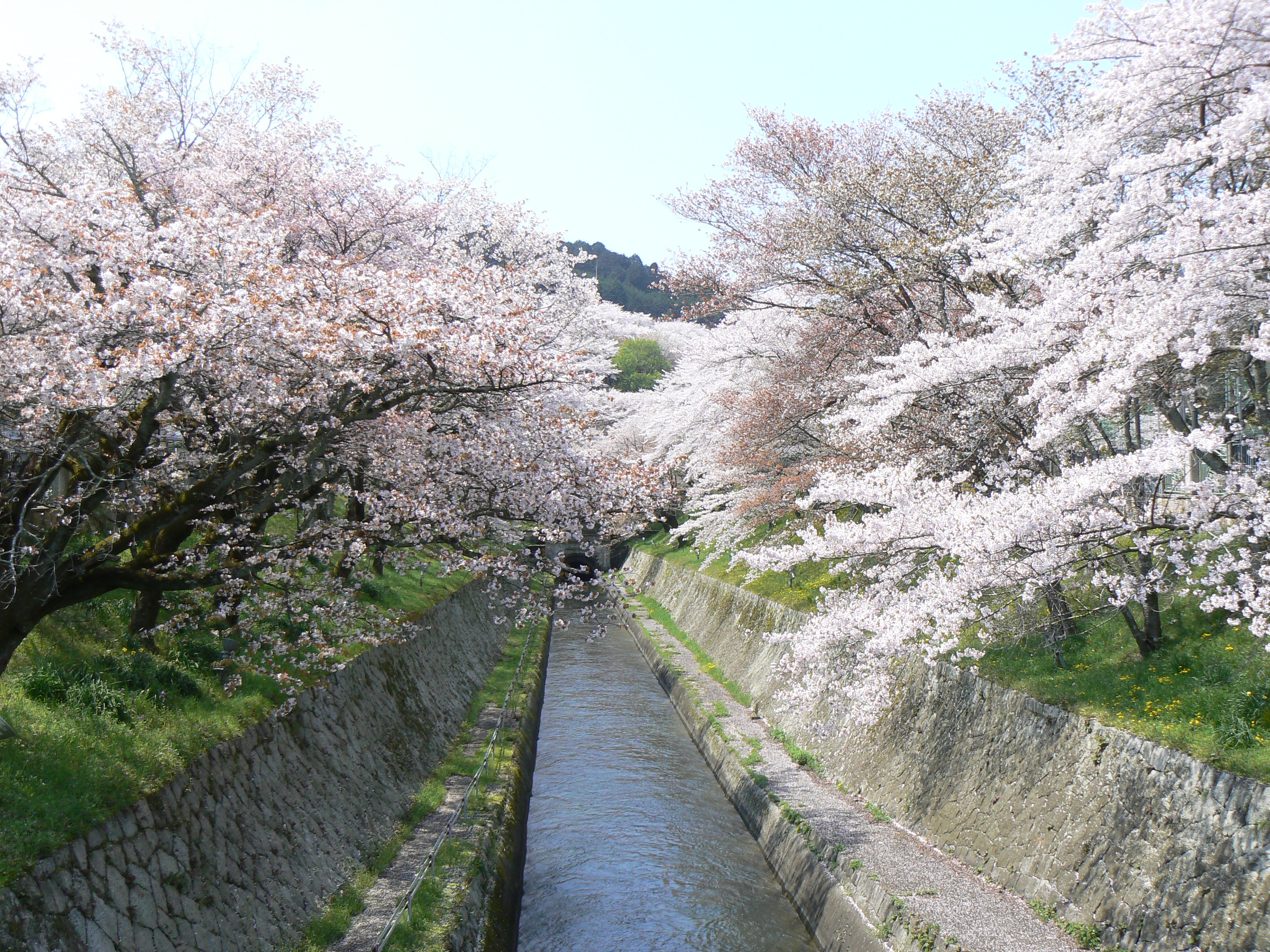
Kanał w porze kwitnienia wiśni
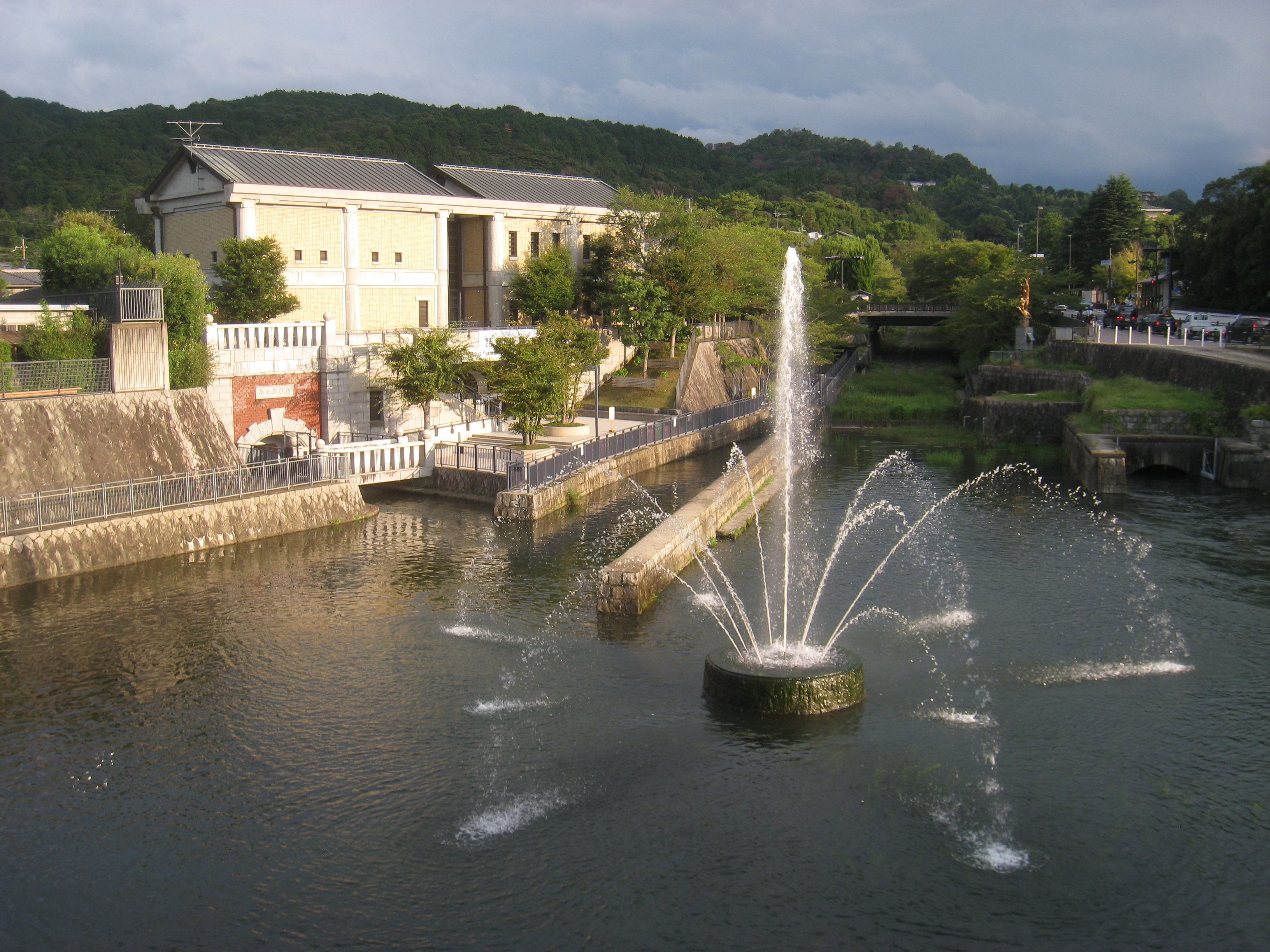
Kanał Biwa
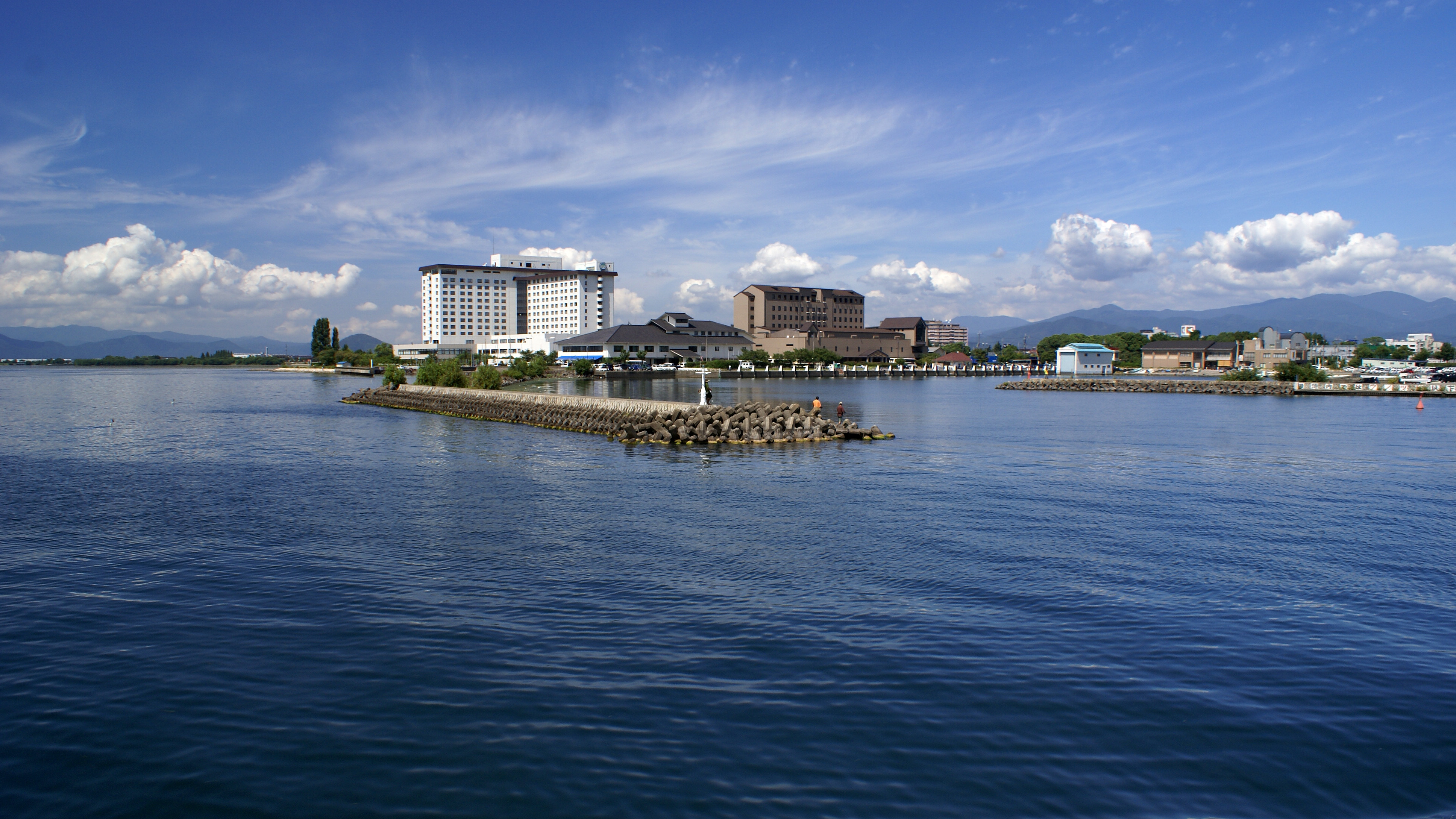
Port Nagahama